# C-17 (Dragon Ball)
Pour les articles homonymes, voir C17.
C-17 (人造人間 １７号, Jinzō'ningen jū-nanagō), de son vrai nom Lapis (ラピス, Rapisu), est un personnage de fiction créé par Akira Toriyama dans le manga Dragon Ball.

## Biographie fictive

### Origine
Il est le jumeau de C-18, comme cette dernière le confirme elle-même. Humain à l'origine, du nom de Lapis, il a été transformé en cyborg par le Docteur Gero. On ne sait pas dans quelles circonstances lui et sa sœur ont rencontré Gero. On sait peu de choses également de la vie qu'ils menaient auparavant, si ce n'est qu'ils étaient, apparemment, des délinquants juvéniles. Mais tous deux conserveront toujours une haine farouche à l'encontre de leur "créateur", certainement parce que celui-ci les a énormément fait souffrir en les transformant de force en cyborgs. Cependant, Gero n'a fait que les modifier légèrement, leur laissant une très grande part organique (pour pouvoir être absorbés par Cell).
C-17, tout comme sa sœur, n'est jamais fatigué lors d'un combat, il possède un système d'énergie perpétuel tel que C-18, C-16, C-13 ou encore C-14 ou C-15, à l'inverse de C-19 ou C-20. De par sa nature modifiée, il possède un très faible ki et ne peut donc être repéré à l'énergie qu'il dégage, celle-ci étant artificielle. Comme les autres créations du Dr. Gero, il a été conçu dans le but de tuer Son Goku. Cependant, ses traits de caractère humains le poussent à la rébellion et il éliminera son créateur. 
Toujours à la recherche de Son Goku, il affronte Piccolo dans un des combats les plus violents qu'ils soient, mais s'allie avec le Namek contre Cell. Il finit absorbé lors de son affrontement contre Cell.

### Boo
Il réapparait plus tard, répondant à l'appel de Son Goku pour faire un Genki Dama et lui transmet son énergie. Il aide également ce dernier à récolter suffisamment d'énergie pour augmenter la taille de l'orbe. 

### Le Tournoi du Pouvoir
C-17 est le gardien d'une île qui est régulièrement la cible de braconniers. Il semble assez perplexe sur les raisons qui ont poussé sa sœur à épouser Krilin, ce dernier ne sachant que faire pour être dans les bonnes grâces de C-17, alors que ce dernier semble porter un regard plutôt désintéressé sur son beau-frère mais il tient tout de même à lui exprimer toute sa gratitude pour son acte du passé. Son Goku vient le trouver pour le recruter en vue du tournoi du Pouvoir. Il refuse dans un premier temps de participer. Plus tard, un braconnier venu de l'espace capture tous les animaux de l'île. Son Goku et C-17 font équipe pour les sauver. Redevable envers le Saiyan, C-17 accepte finalement de participer au tournoi et confie la garde de l'île à Trunks et Son Goten pendant son absence. C-17 ambitionnait voyager à travers le monde avec tous les animaux présents sur l'île qu'il gardait en vue après le tournoi. La mentalité et la force de combat de C-17 ont beaucoup évolué depuis l'époque de Cell.
Au cours du tournoi du pouvoir, il démontre un grand sens tactique et une certaine humilité en lieu et place de son impétuosité et arrogance de l'époque, preuve qu'il a nettement évolué en termes de mentalité au cours de sa longue absence. Malgré cette absence, il est toujours resté en contact avec sa sœur. Lors du tournoi, C-17 n'est pas vraiment mis en grande difficulté, combattant tour à tour aux côtés de sa sœur, de Son Goku, de Son Gohan et de Freezer. Alors qu'il est sur le point d'être éjecté de l'arène de combat, C-18 le rattrape au vol, le renvoie sur la surface de combat et chute à la place de son frère. Affecté à l'idée que sa sœur ait été obligé de se sacrifier pour lui, C-17 met toute sa force dans l'attaque qui affaiblit Aniraza, ce qui permet à l'univers 7 d'éjecter leur adversaire. À la suite de la défaite de l'univers 3, il entame un combat contre l'univers 11 notamment Toppo. Une fois de plus, il est sauvé de peu de l'éjection, mais par Freezer cette fois. Après la défaite de Freezer face à Toppo transformé en dieu de la destruction, C-17 sauve à son tour le tyran de l'éjection et poursuit son combat contre l'ancien Pride Trooper. En affrontant ensuite Jiren tant bien que mal, il réussit à deviner les intentions profondes de ce dernier, ce qui eut pour effet de le troubler et de le mettre en colère par l'occasion. Peu de temps après, il utilise la technique de la bombe humaine pour sauver Son Goku et Vegeta d'une attaque dévastatrice de Jiren et est ensuite porté disparu. Mais à la surprise générale, il survit à l'attaque.
Avec Freezer, il décide de porter une nouvelle fois secours à Son Goku, qui affaibli après avoir trop utilisé l'Ultra Instinct a atteint ses limites au moment le plus crucial, et donc très proche de la défaite. Il parvient à affaiblir Jiren, et ce dernier à leur merci, se relève et les surprend mais n'arrivent pas à tenir le coup, jusqu'à ce que Son Goku trouve la force de se relever et part leur prêter main-forte. Son Goku fait équipe avec Freezer pour combattre Jiren tandis que C-17 assure leurs arrières. Durant le combat, Son Goku trouve la force de passer en Super Saiyan et domine Jiren, aidé de Freezer et l'entraînent ensemble hors de l'arène avec eux par conséquent. C-17 resté seul sur l'arène, est désigné officiellement *vainqueur du tournoi* et sauve son univers de la défaite. Avec les Super Dragon Balls comme récompense de la victoire du tournoi, C-17 souhaite la restauration de tous les univers effacés par les rois Zeno au cours du tournoi.
Peu de temps après la fin du tournoi, C-17 part en voyage à bord d'un bateau que Bulma lui a spécialement acheté.

### Epoque alternative

#### Dragon Ball GT
Des années bien plus tard, le docteur Gero en enfer, le place en léthargie pour éviter toute rébellion, pendant qu'un clone pouvant contrôler son esprit est créé, il est réanimé et fusionne avec son clone pour former le plus puissant cyborg.
C-17 devient Super C-17 après avoir fusionné avec son clone créé en enfer.
Ses kikohas spéciaux sont le Hell's Storm (il enlève sa main pour tirer des torpilles depuis son bras), le Flash Bomber (il étend ses bras et tire de très nombreux petits kikohas très rapprochés) et l'Electro Eclipse Bomb (il forme une grosse boule d'énergie noire avec des éclairs rouges capable de détruire quoi que ce soit).
Super C-17 semble invincible car tous les kikohas spéciaux et ultimes sont inefficaces face à lui. En réalité, il les absorbe, les rendant inefficaces tout en le renforçant. Goku sera le premier à comprendre la stratégie de Super C-17 et demandera donc à C-18 de lui envoyer des kikohas pour le distraire, pendant qu'il lui trouera le ventre avec le Poing du dragon, avant de l'achever avec un Kamé Hamé Ha. En effet, lorsqu'il absorbait les attaques, Super C-17 baissait sa garde et était donc sensible aux attaques au corps à corps.
L'avenir de C-17 reste inconnu dans l'anime, mais selon Dragon Ball GT Perfect Files, une encyclopédie sur l'univers de Dragon Ball GT, les Dragon Balls l'ont ressuscité en même temps que les autres victimes de Super C-17 et des 7 Dragons maléfiques.
Note : Dans le jeu arcade Dragon Ball Heroes, une nouvelle forme lui a été créée : Super C-17, C-18 Absorbée. Il fusionne avec C-18, le principal changement physique vient de la couleur de ses cheveux qui deviennent blonds.

### Dans le futur alternatif
Dans le futur de Trunks (scène de la série + film), on connaît une autre version de C-17 qui ne diffère en rien au niveau physique de la version principale. Néanmoins, trois différences sont marquées :
- Cette version est moins puissante que la version précédente ;
- C-17 du futur combat beaucoup plus avec des projections d'énergie (kikohas) qu'au corps à corps. Avec l'aide de C-18, ils s'y mettent toujours à deux pour combattre leur adversaire, alors que celui du présent semble privilégier le un contre un ;
- Ce cyborg est beaucoup plus cruel que celui qui combat Piccolo dans le présent. Il n’hésite pas à tuer, détruire des villes, etc. rien que pour son plaisir alors que C-17 du présent préfère s'amuser et laisser ses adversaires en vie après leur défaite pour qu'ils s'améliorent.

## Description

### À propos du nom
L’auteur a dévoilé le véritable nom de C-17, qui est Lapis, en référence à la pierre semi-précieuse de couleur bleue lapis-lazuli.

### Famille
Il a C-18 pour jumelle. Il a Marron comme nièce et Krilin comme beau-frère.

### Techniques
- Buku Jutsu
- Barrière cyborg

## Œuvres où le personnage apparaît

### Manga
- 1984 : Dragon Ball

### Séries
- 1989 : Dragon Ball Z
- 1996 : Dragon Ball GT
- 2009 : Dragon Ball Z Kai
- 2015 : Dragon Ball Super

### TV Special
- 1993 : Dragon Ball Z : L'Histoire de Trunks

### Jeux vidéo
C-17 apparaît dans de nombreux jeux vidéo Dragon Ball.
Sa première apparition remonte à Dragon Ball Z: Indainaru Dragon Ball Densetsu sur Saturn et PlayStation, et devient un personnage régulier de la série depuis Dragon Ball Z: Budokai sur PlayStation 2 et GameCube. Il est absent des épisodes PSP, mais apparait dans les Dragon Ball Z: Budokai Tenkaichi, dans Dragon Ball Z: Supersonic Warriors 2 sur Nintendo DS (personnage non jouable), dans Super Dragon Ball Z sur PlayStation 2 et dans Dragon Ball Z: Burst Limit et Dragon Ball: Raging Blast 2 sur PlayStation 3 et Xbox 360.
Super C-17 apparaît dans les trois épisodes de Dragon Ball Z: Budokai Tenkaichi, Dragon Ball Z: Infinite World, Dragon Ball Xenoverse et Dragon Ball Xenoverse 2.